# Ibrahim Youssef
Ibrahim Youssef (en árabe: إبراهيم يوسف‎; El Cairo, 1 de enero de 1959 - ibídem, 11 de julio de 2013) fue un futbolista profesional egipcio que jugaba en la demarcación de líbero.

## Carrera
Ibrahim Youssef debutó como futbolista en 1971 con el Zamalek SC, equipo con el que posteriormente se retiró en 1988. Con el club consiguió ganar la Primera División de Egipto en tres ocasiones, la Copa de Egipto en 1975, 1977, 1979 y 1988, la Liga de Campeones de la CAF en 1984 y 1986, y la Copa Afroasiática en 1987. Posteriormente en 1999 pasó a entrenar al Domyat Club, pero fue despedido al final de la siguiente temporada. También entrenó a la selección de Egipto sub-17 y al Zamalek, aunque durante un corto período de tiempo. En 2004 volvió al Zamalek SC, esta vez para ser el director deportivo del club, y ya desde 2009 hasta la fecha de su fallecimiento siendo el vicepresidente del equipo.
Ibrahim Youssef falleció el 11 de julio de 2013 en El Cairo a los 59 años de edad tras sufrir un ataque al corazón.

## Selección nacional
Ibrahim Youssef fue convocado por la selección de fútbol de Egipto un total de 17 veces. Particó en los Juegos Olímpicos de Los Ángeles 1984, los Juegos Mediterráneos de 1983, donde su equipo ganó la medalla de bronce, y la Copa Africana de Naciones 1984 en la que acabó en cuarto lugar.

## Palmarés

### Clubes
- Primera División de Egipto (3): 1978, 1984, 1988
- Copa de Egipto (4): 1975, 1977, 1979, 1988
- Liga de Campeones de la CAF (2): 1984, 1986
- Copa Afroasiática: 1987

### Individual
- Mejor jugador egipcio varias veces
- Mejor líbero de la Copa Africana de Naciones en 1984
- Segundo jugador africano del año por France Football en 1984
- Tercer jugador africano del año por France Football 1985
- Considerado el mejor líbero de la historia en Egipto.